# Hydrogramme

Un hydrogramme théorique : en abscisse, le temps écoulé (en heures) ; en ordonnée, le débit ou la hauteur pluviométrique.

L’hydrogramme est le graphique de la variation temporelle du débit d'écoulement d'eau, mesurée au sol. On utilise des hydrogrammes pour étudier cette variation soit au point d'un bassin versant (hydrogramme de précipitations), soit à une section d’un cours d’eau (hydrogramme de ruissellement). L'hydrogramme diffère du pluviogramme car il indique en un point donné la réponse d'écoulement à un épisode pluvieux en intégrant à la fois la capacité locale d'évacuation (pente, rugosité du relief) et la capacité locale d'absorption du sol.

## Définition
L'hydrogramme est une information fondamentale pour établir les projets d'assainissement, de rétention d'eau (réservoirs, bassins d'écrêtement de crue) ou d'hydroélectricité (capacité des évacuateurs de crue).
Dans la plupart des cas, l'hydrogramme est une courbe reconstituée par le bureau d'étude à partir de mesures pluviométriques ou de mesures de jaugeage, en lui supposant une forme a priori : on ne dispose en effet pratiquement jamais de l'hydrogramme au point géographique souhaité, de sorte qu'il faut s'appuyer sur les hydrogrammes de points voisins et sur les données du relief (contributions des différents points du bassin versant) pour en obtenir une estimation. 
On distingue, sur un hydrogramme :
- la partie montante (d’augmentation du débit), dite courbe de concentration. La durée correspondante est appelée temps de montée ;
- la pointe, ou pic, de l'hydrogramme ;
- la partie à décroissance rapide, dite courbe de décrue. La durée totale couvrant la concentration et la décrue est appelée temps de base de l'hydrogramme ;
- la branche finale, à décroissance plus lente, dite courbe de tarissement.

L'hydrogramme est donc une donnée locale, relative à un épisode pluvieux (ou de crue) donné, dont on peut rechercher la période de retour. Par conséquent, les ingénieurs sont fréquemment appelés à résoudre deux types de problèmes :
- comment former l'hydrogramme en un point, connaissant les hydrogrammes de points voisins ?
- comment former l'hydrogramme pour un épisode de crue dont la période de retour (ou l'intensité) est différente de l'hydrogramme qu'on a pu mesurer ?

## Hydrogramme théorique
En l'absence de données, l'hydrogramme d'un bassin versant peut être calculé théoriquement. Par exemple avec la formule suivante, développée par l'IRSTEA :
{\displaystyle Q(t)=2Q_{max}{\frac {\left({\frac {2t}{3D}}\right)^{4}}{1+\left({\frac {2t}{3D}}\right)^{8}}}}
où :
- {\displaystyle Q} = débit en m³/s
- {\displaystyle t} = temps en heure
- {\displaystyle Q_{max}} = débit de pointe en m³/s
- {\displaystyle D} = temps de concentration en heure